# Hekuran Kryeziu
Hekuran Kryeziu (* 12. Februar 1993 in Luzern) ist ein kosovarisch-schweizerischer Fussballspieler.

## Karriere

### Verein
Kryeziu spielte während der Jugendzeit ein Jahr lang beim SC Kriens in der U18 und wechselte anschliessend zum FC Luzern II. Ab der Saison 2011/12 spielte er in der 1. Mannschaft des FC Luzern. In der Saison 2014/15 wurde er für ein Jahr an den FC Vaduz ausgeliehen. Ab Sommer 2015 war er wieder beim FC Luzern aktiv. Am 2. Februar 2016 verlängerte Kryeziu seinen Vertrag vorzeitig bis Ende Juni 2018. Am 28. Mai 2018 gab der FC Luzern bekannt, dass Kryeziu seinen auslaufenden Vertrag nicht verlängern wird. Am 31. Mai 2018 gab der Ligakonkurrent FC Zürich seine Verpflichtung bekannt. Er unterzeichnete einen Vertrag für 3 Jahre bis zum 30. Juni 2021. Nach Vertragsende im Sommer 2021 verliess er den FCZ und war ein Jahr vereinslos, ehe ihn der Ligarivale FC Winterthur im August 2022 verpflichtete. In Winterthur spielte er während einer Saison und kam als Ergänzungsspieler in 23 Spielen grösstenteils zu Teilzeiteinsätzen. Im Sommer 2023 wurde der Zweijahresvertrag im «gegenseitigen Einvernehmen» vorzeitig aufgelöst.

### Nationalmannschaft
Kryeziu absolvierte diverse Juniorenländerspiele von der U-17 bis zur U-21 für die Schweiz. Er debütierte am 3. Juni 2016 für die kosovarische A-Nationalmannschaft beim Testspiel gegen die Färöer. Kryeziu spielte am 5. September 2016 beim 1:1 im WM-Qualifikationsspiel für die Weltmeisterschaft 2018 gegen Finnland für die Kosovarische Fussballnationalmannschaft das ganze Spiel durch. Es war das 1. Pflichtspiel in der Geschichte für die kosovarische Fussballnationalmannschaft.

## Titel und Erfolge
FC Vaduz
- Liechtensteiner Cupsieger: 2015